# 764년

## 연호
- 당(唐) 광덕(廣德) 2년
- 일본(日本) 덴표호지(天平宝字) 8년

## 기년
- 당(唐) 대종(代宗) 3년
- 신라(新羅) 경덕왕(景德王) 23년
- 발해(渤海) 문왕(文王) 28년